# Mokra Gora (miasto Užice)
Mokra Gora (cyr. Мокра Гора) – wieś w Serbii, w okręgu zlatiborskim, w mieście Užice. W 2011 roku liczyła 549 mieszkańców.